# Piercia deceptata
Piercia deceptata là một loài bướm đêm trong họ Geometridae.